# Pool

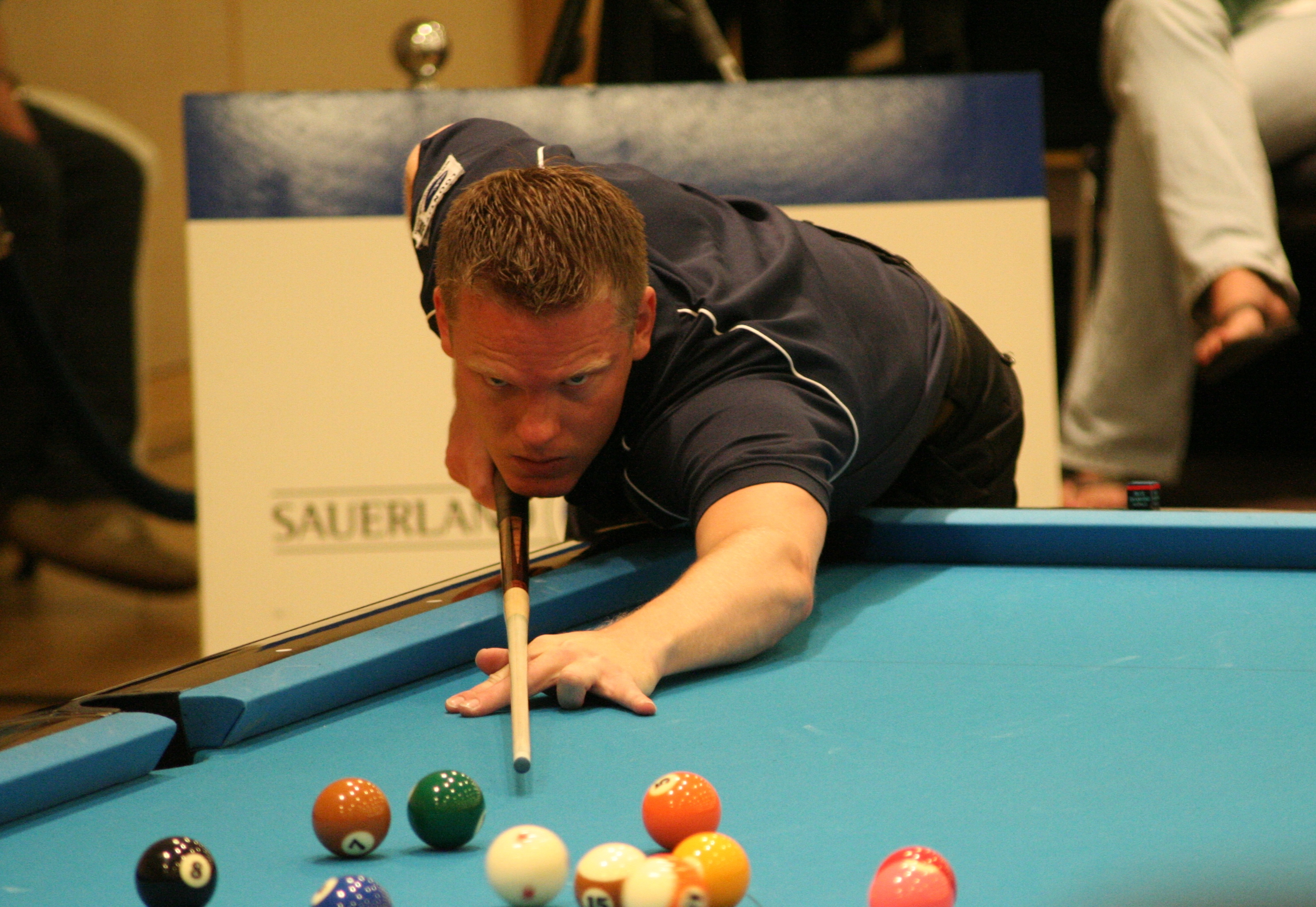
Người chơi bida Hà Lan Niels Feijen tại Giải vô địch Bida châu Âu 2008.

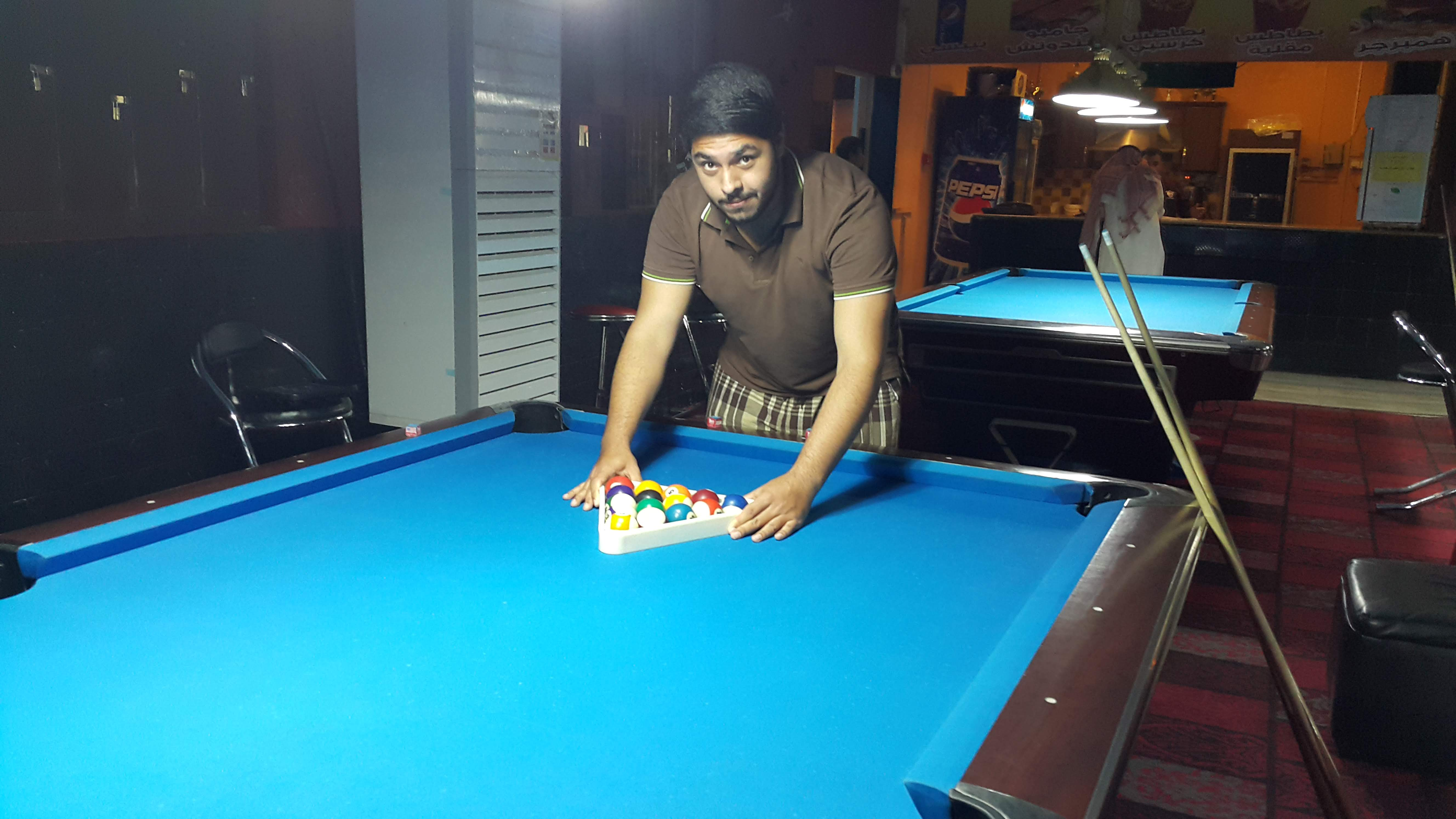
Một người đang đập bóng

Pool (hay còn gọi là bi-a lỗ, bida lỗ) là một phân loại của bộ môn bida (bi-a) được chơi trên một bàn có sáu lỗ dọc theo các cạnh, dùng để đưa các quả bóng vào. Mỗi trò chơi bida cụ thể có tên riêng của nó; một số phổ biến bao gồm: tám bóng, bóng đen, chín bóng, mười bóng, bảy bóng, pool thẳng, một lỗ và bank pool.
Thuật ngữ bida lỗ đôi khi cũng được sử dụng cho pool này và được ưa dùng bởi một số cơ quan môn pool nhưng về mặt kỹ thuật là một phân loại rộng hơn, bao gồm các trò chơi như snooker, kim tự tháp kiểu Nga và kaisa, những thứ đó không được gọi là pool. Ở hầu hết các nơi trên thế giới, nó thường được gọi là "bida" (billiards), tương tự như thuật ngữ "bowling" thường được sử dụng để chỉ bowling mười ki.
Ngoài ra còn có các trò chơi kết hợp các khía cạnh của cả bida lỗ và bida carom, chẳng hạn như bida bốn bóng của Mỹ, pool chai, pool cao bồi và bida Anh.

## Từ nguyên

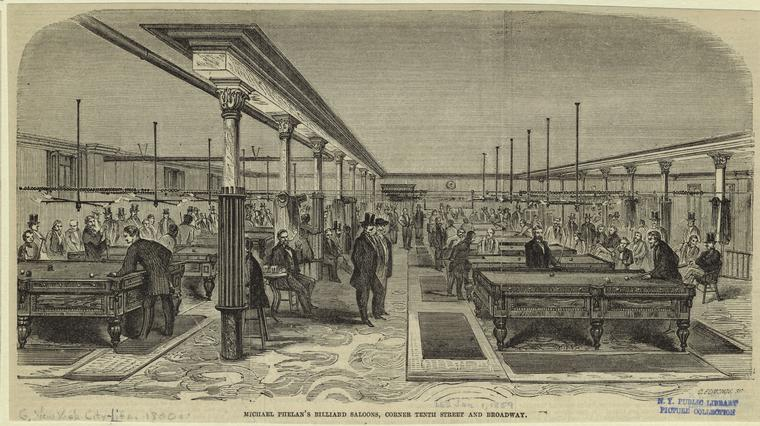
Bản in lịch sử mô tả quán rượu bi-a của Michael Phelan tại thành phố New York, ngày 1 tháng 1 năm 1859.

Từ nguyên của "pool" là không rõ ràng. Từ điển tiếng Anh Oxford suy đoán rằng "pool" và các trò chơi khác tương tự dùng cây cơ (cây gậy để đánh bóng bida) có nguồn gốc từ poule của tiếng Pháp (dịch theo nghĩa đen là "con gà mái"), trong đó poule là giải thưởng nhận được; hay nói cách khác, nó có thể xuất phát từ động từ pool theo nghĩa kết hợp các đối tượng hoặc cây gậy để chơi. Việc sử dụng lâu đời nhất của từ "pool" để mô tả một trò chơi giống như bida được thực hiện vào năm 1797 trên một tờ báo ở Virginia. OED định nghĩa nó nói chung là "bất kỳ loại bida nào cho hai người chơi trở lên" nhưng lưu ý rằng ý nghĩa cụ thể đầu tiên là "một trò chơi trong đó mỗi người chơi sử dụng một quả bóng có màu đặc biệt làm những quả bóng của người chơi khác đi vào lỗ theo một thứ tự nhất định, người chiến thắng nhận tất cả phần thưởng được góp lại từ khi bắt đầu cuộc chơi" hiện đã lỗi thời và các định nghĩa cụ thể khác của nó đều dành cho các trò chơi bắt nguồn từ Hoa Kỳ. Đế quốc Anh trong hầu hết các thế kỷ XIX đến đầu thế kỷ XX, pool đề cập cụ thể đến life pool.:143&187
Mặc dù pool skittle được chơi trên một bàn bida carom không có lỗ, thuật ngữ pool sau đó bị lạm dụng cho tất cả các trò chơi bida lỗ mới hơn như các môn từng phổ biến tại Hoa Kỳ,:186 và do đó ngoài ngành thể thao bida, trong từ lâu đã có trò bida lỗ một cách chính thức hơn, tên gọi chung cho môn thể thao này vẫn là pool. Định nghĩa trên OxfordDictionaries.com thậm chí không còn cung cấp ý nghĩa lỗi thời được tìm thấy trong phiên bản in và chỉ đề cập đến trò chơi thông thường "sử dụng hai bộ [mỗi] bảy quả bóng màu và được đánh số... với một quả bóng màu đen và một quả bóng màu trắng trên bàn có lỗ".

## Lịch sử
Ngoại trừ phiên bản một lỗ, các trò chơi thường được gọi là "pool" ngày nay có nguồn gốc từ hai trò chơi của người Anh được du nhập vào Hoa Kỳ trong thế kỷ 19. Đầu tiên là bida kiểu Anh rồi trở thành bida bốn bóng của Mỹ. Về cơ bản nó là cùng một trò chơi nhưng có thêm một quả bóng màu đỏ để tăng cơ hội ghi điểm. Đây là trò chơi bida phổ biến nhất vào giữa thế kỷ 19 cho đến khi bị soán ngôi bởi bida carom. Các giải đấu bốn bóng của Mỹ đã cố gắng chuyển sang các bàn carom vào những năm 1870 nhưng điều này không cứu được nó khỏi sự phai nhạt dần, giải đấu chuyên nghiệp cuối cùng được tổ chức vào năm 1876. :5–6 Cowboy pool là một thành viên còn sót lại của nhóm trò chơi này.
Trò chơi thứ hai và có ảnh hưởng lớn hơn là pool kim tự tháp. Đến năm 1850, một biến thể gọi là pool 15 bóng đã trở nên phổ biến. Cả hai trò chơi đã được thay thế bởi pool liên tục vào năm 1888, là tiền thân ngay trước của pool thẳng (1910).:39–43 Các trò chơi mới được giới thiệu vào đầu thế kỷ 20 bao gồm pool Kelly và tám bóng. Sự xuất hiện đặc biệt của những quả bóng bida với nhiều màu sắc và sự phân chia giữa những quả bóng rắn và sọc xuất hiện vào năm 1889.:246 Trước đó, các quả bóng đối tượng có màu đỏ đậm đồng nhất và chỉ được phân biệt bằng số. Trò pool kim tự tháp của Anh và người chơi life pool là những người đầu tiên áp dụng các quả bóng với màu sắc khác nhau. Các sọc là sự bổ sung cuối cùng.:90–91

## Trang thiết bị

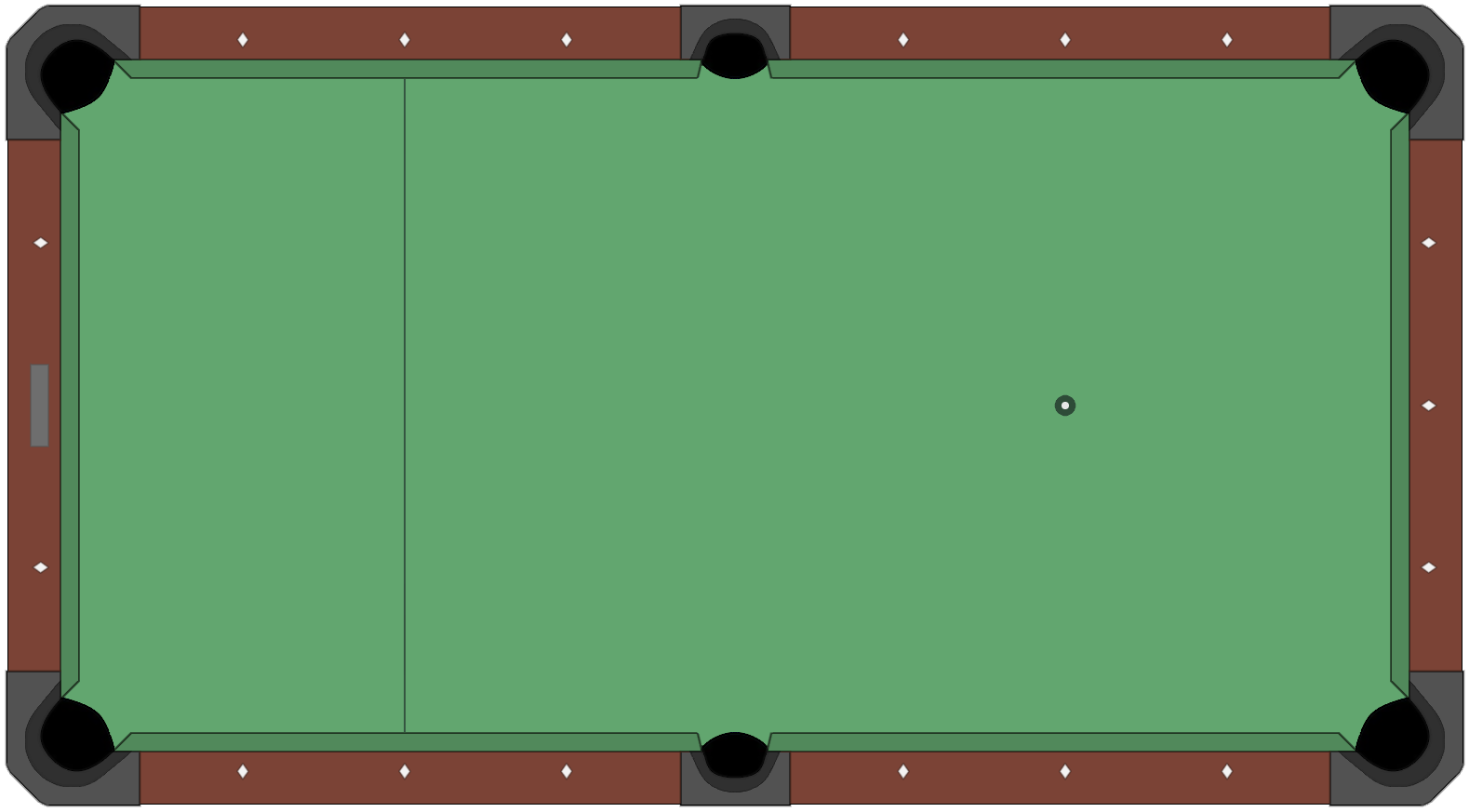
Sơ đồ bàn bida

Bida được chơi trên một bàn gồm sáu lỗ. Bàn bida hiện đại thường có kích thước từ 3,5 foot (1,07 m) nhân với 7 foot (2,13 m), cho đến 4,5 foot (1,37 m) nhân với 9 foot (2,74 m).
Các quả bóng bida có kích thước đường kính từ 2,25 inch (57,15 mm) đến 2,375 inch (60,33 mm) Theo thông số kỹ thuật của thiết bị WPA / BCA (xem bên dưới), trọng lượng có thể từ 5,5 đến 6 oz. (156–170 g) với đường kính 2,25 inch (57,15  mm), ±0,005 inch (0.127 mm). Các bàn bida hoạt động bằng tiền xu hiện đại thường sử dụng một trong ba phương pháp để phân biệt và trả lại bóng về phía trước bàn trong khi các quả bóng được đánh số trở lại một vật chứa không thể tiếp cận cho đến khi được trả lại: bóng bida lớn hơn và nặng hơn các quả bóng khác hoặc dày hơn và nặng hơn, hoặc có lõi từ tính.
Gậy đánh bida (cây cơ) hiện đại thường dài 58,5 inch (148,6 cm) cho pool trong khi trước năm 1980 được thiết kế cho pool thẳng và có chiều dài trung bình 57,5 inch (146,1 cm). 
58,5 inch (148,6 cm) cho pool trong khi cơ trước năm 1980 được thiết kế cho pool và có chiều dài trung bình 57,5 inch (146,1 cm). Để so sánh, cơ của bida carom thường ngắn hơn với các cục lơ lớn hơn và các cơ bida dài hơn sẽ có lơ nhỏ hơn.